# Synodontis afrofischeri
Synodontis afrofischeri là một loài cá thuộc họ Mochokidae. Nó được tìm thấy ở Burundi, Kenya, Tanzania, và Uganda. Các môi trường sống tự nhiên của chúng là sông và hồ nước ngọt.